# 百舌鳥八幡宮
百舌鳥八幡宮（もずはちまんぐう）は、大阪府堺市北区にある神社。旧社格は府社。約1万坪の境内の中には大阪府の天然記念物に指定されている樹齢約800年の巨大なクスが茂る。

## 歴史
神功皇后が三韓征伐の帰途、この地において幾万代まで天下泰平民万人を守ろうとの御誓願を立てたとし、八幡大神の宣託をうけて欽明天皇（532年 - 571年）の時代、この地を万代（もず）と称したのがきっかけと伝わる。
天平元年（729年）、行基によって境内に神宮寺として万代寺が建立され、百舌鳥八幡宮の奥の院となった。後にはまた別に神宮寺・重楽院も建立された。
平安時代には僧坊48ヶ寺、社家360人、神領寺領八百町歩を擁する寺院となるが、保元3年（1158年）時点では石清水八幡宮の別宮となっていた。
また、現在の羽曳野市誉田にある誉田御廟山古墳ではなく、当社のすぐ西にある御廟山古墳こそが応神天皇の御廟であるという説により、御廟山古墳も当社の奥の院とされた。
戦国時代や慶長20年（1615年）の大坂夏の陣などで荒廃する。
江戸時代、大坂城代は交代する度に当社に参拝していたという。
明治時代になると神仏分離によって万代寺とは分離し、重楽院は廃寺となった。また、府社に列せられている。
現在の社殿は本殿が享保11年（1726年）、拝殿が文政13年（1830年）の建立で、1971年（昭和46年）に改修された。

## 祭神
- 主祭神 - 応神天皇
- 配祀神 - 神功皇后、仲哀天皇、住吉大神、春日大神

## 境内
- 本殿 - 享保11年（1726年）再建。1971年（昭和46年）に改修。
- 拝殿 - 文政13年（1830年）再建。1971年（昭和46年）に改修。
- 若宮社
- 招魂社
- 絵馬殿
- 神庫
- 社務所
- 稲荷社
- 放生池
- 市杵島社
- 水神社

## 文化財

### 大阪府指定天然記念物
- 百舌鳥八幡宮のくす - 樹齢約800年の神木。胸高径1.8メートル・幹周5.2メートル・樹高25メートル[3]

## 月見祭
祭礼は旧暦8月15日、中秋の名月前後の土日に行われる「月見祭」（9月上旬 - 10月上旬）。氏子9町（下記参照）による勇壮華麗なふとん太鼓が奉納される事でも有名である。百舌鳥八幡のふとん太鼓は堺市の中で最大の規模で、2日間でのべ10万人以上の見物客が訪れる。
- 赤畑町（宮元のため、宮入の順番は毎年1番である）[4]。
- 梅町
- 梅北町
- 土塔町
- 中百舌鳥町
- 陵南町
- 西之町
- 土師町
- 本町

## 交通
- JR阪和線百舌鳥駅から南東へ15分。
- 南海高野線・南海泉北線・Osaka Metro御堂筋線 中百舌鳥駅から南西へ20分。
- 南海高野線百舌鳥八幡駅から南へ15分。
- 南海バスもず八幡前（府道197号沿い）
  - 南海高野線堺東駅前2番乗り場・JR阪和線もず駅前から深井駅行き・あみだ池行き。
  - 南海泉北線深井駅（東）1番乗り場から堺東駅前行き。
- 南海バスもず八幡前（府道28号沿い）
  - 南海高野線・南海泉北線・御堂筋線中もず駅前（南）3番乗り場から伏尾行き・中老人福祉センター行き・堺市立総合医療センター前行き。
  - 南海泉北線深井駅（西）4番乗り場から中もず駅前行き。

## 周辺
- 万代寺
- 光明院
- 法華寺